# Тісба

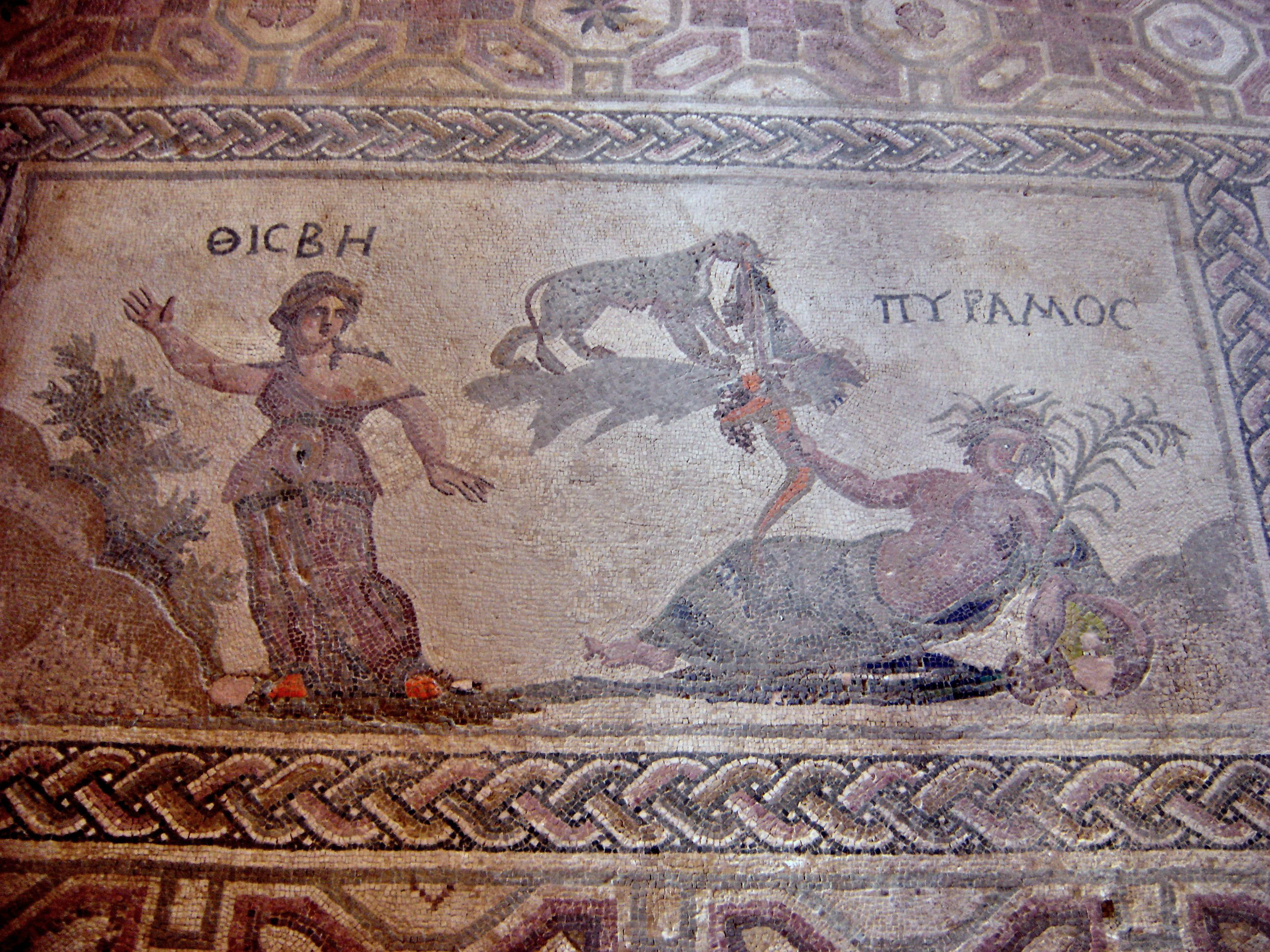
Пірам і Фісба

Тісба (грец. Θίσβη) — вавилонська дівчина, яку покохав Пірам.
Історію кохання Пірама та Тісби переповідали Овідій, Бокаччо, Чосер, згадував про неї Шекспір («Сон літньої ночі» — англ. A Midsummer Night's Dream).

## Пірам і Тісба
Пірам і Тісба (грец. Πύραμος; Θίσβη) — легендарна вавилонська пара, історія якої має щось схоже з історією шекспірівських нещасних закоханих.
Овідій розповідає про те, як вони, незважаючи на заборону їх батьків, вирішили таємно зустрітися одного разу вночі за стінами міста. Побачення було призначено поблизу високої шовковиці, що стояла на березі струмка. Тісба прийшла першою, але поки вона чекала коханого, «з'являється з мордою в піні кривавою, биків терзала тільки що, левиця». Фісба рятується втечею, але в цей час з її плечей спадає хустка, яку левиця, знайшовши, розірвала кривавої пащею. Коли Пірам прийшов і побачив закривавлену хустку, він уявив собі найгірше. Картаючи себе за передбачувану загибель коханої, він встромив у себе меч. Його кров назавжди обагрила ягоди шовковиці. Тісба, повернувшись, знайшла свого коханого вмираючим; вона схопила меч і, направивши його собі прямо в серце, кинулася на нього. У поемі Нонна вони перетворені в річки, що постійно прагнуть одна до одної. Річка Пірам в Туреччині нині називається Джейхан.